# Henri Druey
Daniel-Henri Druey (Faoug, 12 aprile 1799 – Berna, 29 marzo 1855) è stato un avvocato, filosofo e politico svizzero.

## Biografia
Figlio di Jean-Daniel, oste, e di Suzanne-Catherine Langel, conseguì la licenza in diritto a Losanna nel 1820, in seguito completò la sua formazione con studi in Germania, Parigi e Inghilterra. Nel 1828 aprì uno studio di avvocatura a Moudon. Fu giudice d'appello nel 1830 e deputato al Gran Consiglio vodese nel 1828, tra il 1831 e il 1848 fu membro del (Conseil d'État) del Canton Vaud.
Nel 1848 venne eletto tra i primi sette consiglieri federali della Confederazione elvetica, carica che mantenne fino alla morte, avvenuta nel 1855.
Diresse il dipartimento federale di giustizia e polizia, nel 1850 venne eletto Presidente della Confederazione dirigendo il dipartimento federale dell'interno, nel 1851 fu capo del dipartimento federale delle finanze e l'anno dopo di nuovo alla direzione del dipartimento di giustizia e polizia, gli ultimi due anni fu di nuovo a capo del dipartimento delle finanze.
Massone, fu membro della loggia Espérance et Cordialité di Losanna, appartenente alla Gran Loggia Svizzera Alpina.